# Nado sincronizado nos Jogos Sul-Americanos de 2010
As competições de nado sincronizado nos Jogos Sul-Americanos de 2010 ocorreram entre 26 e 29 de março no Complejo Acuático, em Medellín. Três eventos foram disputados.

## Calendário
| Março             | 17 | 18 | 19 | 20 | 21 | 22 | 23 | 24 | 25 | 26 | 27 | 28 | 29 | 30 | T |
| ----------------- | -- | -- | -- | -- | -- | -- | -- | -- | -- | -- | -- | -- | -- | -- | - |
| Nado sincronizado |    |    |    |    |    |    |    |    |    |    |    | 2  | 1  |    | 3 |

## Medalhistas
| Evento | Ouro | Prata | Bronze |
| Solo   | Giovana Stephan BRA Brasil | Asly Alegria Castellanos COL Colômbia | Etel Sánchez ARG Argentina |
| Dueto  | Nayara Figueira Lara Teixeira Giovana Stephan BRA Brasil | Monica Arango Estrada Jennifer Cerquera Hatiusca Ingrid Cubillos González COL Colômbia | Etel Sánchez Sofia Sánchez ARG Argentina |
| Equipe | Beatriz Feres Branca Feres Nayara Figueira Michelle Frota Lorena Molinos Pamela Nogueira Giovana Stephan Lara Teixeira Joseane Costa Gabriella Figueiredo BRA Brasil | Asly Alegria Castellanos Monica Arango Estrada Laura Arango Gómez Jennifer Cerquera Hatiusca Ingrid Cubillos González Laura Márquez Urrego Zully Pérez López Maritza Valencia Aguilar Ailin Alegria Castellanos Eliana Arboleda Marín COL Colômbia | María Florencia Arce Irina Bandurek Delfina Brunatto Lucia Paula Díaz Brenda Moller Etel Sánchez Sofia Sánchez Lucina Soledad Simón Maite Guraya Bassett ARG Argentina |

## Quadro de medalhas
| Ordem | País      | Medalha de ouro | Medalha de prata | Medalha de bronze | Total |
| ----- | --------- | --------------- | ---------------- | ----------------- | ----- |
| 1     | Brasil    | 3               |                  |                   | 3     |
| 2     | Colômbia  |                 | 3                |                   | 3     |
| 3     | Argentina |                 |                  | 3                 | 3     |
| TOTAL | TOTAL     | 3               | 3                | 3                 | 9     |